# 1359 هـ
1359 هـ هي سنة في التقويم الهجري امتدت مقابلةً في التقويم الميلادي بين سنتي 1940 و1941.

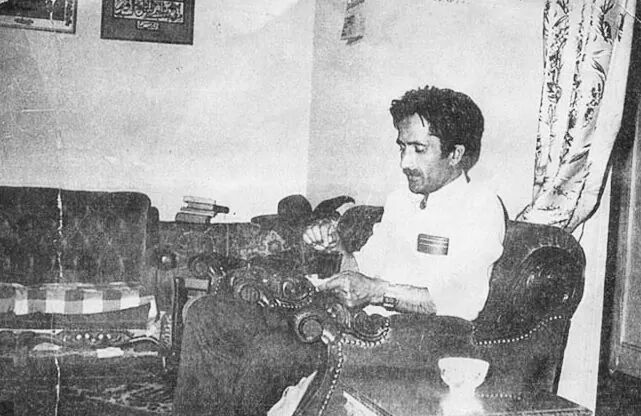
جاهد ظريف أوغلي

## أحداث
- 22 ذو الحجة - بداية الاحتلال الإيطالي لإرتريا.

## مواليد
- جمعة الماجد
- خالد الفيصل بن عبد العزيز آل سعود
- عبد الله بن عبد المحسن التركي
- محمد عبده يماني
- إبراهيم مفتاح
- أبكر عمر سالم المشرعي
- أحمد بن يحيى البهكلي
- جاهد ظريف أوغلي
- حسن الشاطري
- سالم الشاطري
- سلطان بن سعود بن عبد العزيز آل سعود
- يوسف النصف
- صالح بن علي المحيا
- طلال مداح
- عبد الأمير مطر
- عبد الوهاب المزين
- عبد العزيز بن عبد الله الدخيل
- عيسى صقر
- غازي عبد الرحمن القصيبي
- محمد بن عبد الله الشريف
- محمد رضا شجريان
- إبراهيم محمد بن سعيدان

## وفيات
- أحمد بن عبد الله القاري
- إسماعيل أدهم
- أمين الريحاني
- حسين مغنية
- سليمان الباروني
- صالح الحلي
- عباس القمي
- علي سرور الزنكلوني
- مرجليوث
- محمد رفعت تفاحة
- نور حسين الهندي
- يحظيه بن عبد الودود
- عازر أرمانيوس
- فرج الله الكردي
- مارون غصن